# Perry Salles
Perilúcio José Salles de Almeida, mais conhecido como Perry Salles (Rio de Janeiro, 6 de março de 1939 — Rio de Janeiro, 17 de junho de 2009), foi um ator e diretor brasileiro. Era filho adotivo da também atriz Yara Salles.

## Biografia
Nascido e criado no Rio de Janeiro, foi adotado ainda bebê pela atriz Yara Salles.
O ator foi casado de 1960 a 1964 com Filomena Chaves, que não fazia parte do meio artístico. O casal teve três filhos: Renata Chaves Salles, nascida em 1960, Romeu Chaves Salles, nascido em 1962, e Rômulo Chaves Salles, nascido em 1963. De 1968 a 1972 foi casado com a atriz Miriam Mehler, com quem teve seu filho Rodrigo Mehler Salles, nascido em 1969 e falecido em 1990, em um acidente de moto.  De 1972 a 1987 foi casado com a atriz Vera Fischer.
O seu personagem mais marcante em telenovelas foi Laio, na 2ª fase de Mandala, de 1987. Ele já estava amigavelmente separado de Vera, quando contracenaram juntos nesta novela. 

## Doença e Falecimento
Em 2006, sofreu um infarto em casa, e teve que passar por uma cirurgia para o implante de um stent. O ator foi diagnosticado com câncer de pulmão em fevereiro de 2009, e seu quadro de saúde piorou.
Após metástase, o câncer atingiu o cérebro, e Perry faleceu no apartamento de sua ex-esposa e amiga, Vera Fischer, no bairro do Leblon, na zona sul carioca, no dia 17 de junho de 2009.

## Trabalhos

### Na televisão
| Ano  | Título                      | Personagem        |
| ---- | --------------------------- | ----------------- |
| 2004 | Mandrake                    | Pacheco           |
| 2001 | O Clone                     | Mustafá           |
| 1987 | Mandala                     | Laio Lunardo      |
| 1980 | Carga Pesada                | —                 |
| 1979 | Carga Pesada                | Pai de Anaí       |
| 1979 | Os Gigantes                 | Edson             |
| 1973 | O Anjo                      | Mascarado         |
| 1972 | O Príncipe e o Mendigo      | Conde de Hertford |
| 1972 | Jerônimo, o Herói do Sertão | Dr. Martins       |
| 1971 | Os Deuses Estão Mortos      | —                 |
| 1971 | Editora Mayo, Bom Dia       | Salazar           |
| 1970 | Tilim                       | Victor            |
| 1970 | As Pupilas do Senhor Reitor | —                 |
| 1969 | João Juca Jr.               | Sr. Khan          |
| 1967 | Sublime Amor                | —                 |

### No cinema
| Ano  | Título                                           | Papel               |
| ---- | ------------------------------------------------ | ------------------- |
| 2004 | Espelho d'Água - Uma Viagem no Rio São Francisco | Velho do Rodeador   |
| 1998 | Cinderela Baiana                                 | Pierre              |
| 1994 | O Efeito Ilha                                    | Tom Amareto         |
| 1975 | Intimidade                                       | Alex/Roberto        |
| 1974 | As Delícias da Vida                              | Júlio               |
| 1974 | O Marido Virgem                                  | Joel - Protagonista |
| 1974 | As Mulheres que Fazem Diferente                  | Fotógrafo           |
| 1973 | A Super Fêmea                                    | Onam Della Mano     |
| 1962 | Assassinato em Copacabana                        | Sílvio              |
| 1961 | O Dono da Bola                                   | Fernando            |

### Na direção
| Ano  | Título        |
| ---- | ------------- |
| 1982 | Dôra Doralina |
| 1975 | Intimidade    |